# Jacqueline Beaujeu-Garnier
  Jacqueline Beaujeu-Garnier    (Aiguilhe, 1 de maig de 1917 - Alcantarilla, 28 d'abril de 1995) va ser una geògrafa francesa. Especialista en geografia urbana i geografia dels assentaments, és una de les principals dones geògrafes franceses del segle xx, amb influència tant a nivell nacional com a nivell internacional.

## Biografia
Filla d'un policia, Jacqueline Garnier va prendre classes de geografia d' André Cholley a la Sorbona a finals dels anys trenta. Va obtenir "l'agrégation" d'historia a l'any 1941, tot just casada amb l'historiador de l'antiguitat Jean Beaujeu, va treballar inicialment ajudant de geografa a la Sorbona durant la Segona Guerra Mundial. Va defensar la seva tesi el 1947 sobre la geomorfologia dels marges del Morvan (geografia física) així com sobre la geografia humana i regional d'una vall dels Alps austríacs, convertint-se en la primera dona doctora d'estat en geografia a França.

## Carrera
Breument nomenada professora a Poitiers, va esdevenir professora de geografia a Lille l'any 1948, convertint-se en la primera dona francesa a aconseguir aquest càrrec en la disciplina, al mateix temps que Germaine Veyret-Verner (1913-1973) a Grenoble. L'any 1960, va ser nomenada a la Universitat de París, on va romandre 25 ans, ensenyant a l' Institut de Geografia del carrer Saint-Jacques.
Jacqueline Beaujeu-Garnier va seguir un gran nombre d'estudiants, francesos i estrangers, i va dirigir més d'un centenar de tesis sobre temes diversos. Jean Demangeot va subrallar« l'atenció que va prestar a la trajectòria dels seus alumnes i col·laboradors " qualificada com « feminista ». També va dirigir la publicació científica Informació geogràfica així com els Annales de la Géographie . Més aviat conservadora, es va mostrar reticent al moviment estudiantil de 1968 i a la New geography quantitativa i teòrica .
La seva tasca en l'àmbit de l'urbanisme la va portar a ser membre el 1973 del Comitè Assessor Econòmic i Social de la Regió de París França, llavors vicepresidenta. Després va esdevenir presidenta de la Comissió de Planificació per a la Regió Ille-de-France.
Molt present a les diferents comissions de la Unió Geogràfica Internacional, de la qual dirigeix el grup de treball " Ciutats principals de 1980 a 1988, també va ser presidenta de la Societat Geogràfica de 1983 a 1995.
- Medalla de Plata CNRS
- Medalla de la Ciutat de París
- Laureat honorífic de la Unió Geogràfica Internacional

## Obres
La seva tesi de geografia física, sobre la geomorfologia del Morvan, està orientada cap a la geografia humana. És pionera en geografia de població i geografia urbana Es va especialitzar en aquestes àrees a partir de 1948, i posteriorment va portar a la publicació de les obres de referència Population Geography i Urban Geography. Jacqueline Beaujeu-Garnier publica nombrosos treballs i atles de geografia regional a França ia l'estranger. Tanmateix, el seu camp privilegiat de recerca al llarg de la seva carrera va romandre París i la seva regió.
Molt oberta les innovacions metodològiques i temàtiques, explora nous temes de la geografia, com la geografia mèdica o la geografia del comerç amb Annie Delobez i és pionera en la geografia aplicable,.
Jacqueline Beaujeu-Garnier va desenvolupar treballs de geografia per a la planificació i va esdevenir directora d'estudis de l' Atelier parisien d'urbanisme després de la seva creació el 1967.

## Honors

### Preu
- Medalla de Plata CNRS
- Medalla de la Ciutat de París
- Laureat honorífic de la Unió Geogràfica Internacional

### Decoracions
- Oficial de la Legió d'Honor
- Gran Creu de l'Ordre Nacional del Mèrit
- Comandant de l'Ordre de les Palmes Acadèmiques

## Homenatge
Jacqueline Beaujeu-Garnier apareix al còmic The Incredible History of Geography publicat el 2021.

## Publicacions (llista no exhaustiva)
- El Morvan i la seva frontera : estudi morfològic (tesi principal), 1947, publicat per PUF l'any 1950.
- The Brenner Region (tesi addicional), 1947
- L'economia de l'Amèrica Llatina, PUF, 1949. (moltes reedicions actualitzades)
- tres mil milions de persones : tractat de demo-geografia, Hachette, 1965 (reeditat el 1970).

- Premi Broquette-Gonin (literatura) de l'Acadèmia Francesa 1967
- L'home i la ciutat en el món actual, Desclée de Brouwer, 1969.
- Europa i Amèrica, Génin, 1969.
- Geografia de la població, 2 volums, Génin, 1969-1973.
- Tractat de geografia urbana, amb Georges Chabot, A. Colin, 1970.
- Estats Units : geografia humana, Centre de Documentació Universitària, 1970.
- Geografia : mètodes i perspectives, Masson et Cie, 1971.
- París i la regió de París : atles per a tots, amb Jean Bastié, Berger-Levrault, 1972.
- (anglès) França, Londres/Nova York, Longman, 1975.
- Atles i geografia de París i la regió Illa-de-France, 2 volums, Flammarion, 1977.
- París, atzar o predestinació ?, Destral, 1993.

- Premi Eugène-Carrière de l'Acadèmia Francesa 1994
Participacions o direcció d'obres col·lectives:
- Ciutat França (edició del volum 1 sobre la conca de París i direcció dels 6 volums), 1978-1980.
- Sentit i disbarat de l'espai : de la geografia urbana a la geografia social (participació), col·lectiu francès de geografia urbana i social, 1984.
- Alain Metton (dir.), Comerç urbà francès (participació), PUF, 1984.
- (castellà) Reflexiones sobre la ordenación territorial de las grandes metropolis (codir.), Ciutat de Mèxic, Universidad nacional autonoma, 1988.
- La gran ciutat : repte XXI 21 segle : mescles en homenatge a Jean Bastié (codir.), PUF, 1991.
- Les apòries del territori : espais, retallar i enganxar (participació), Espaces Temps, 1993.